# 파라친

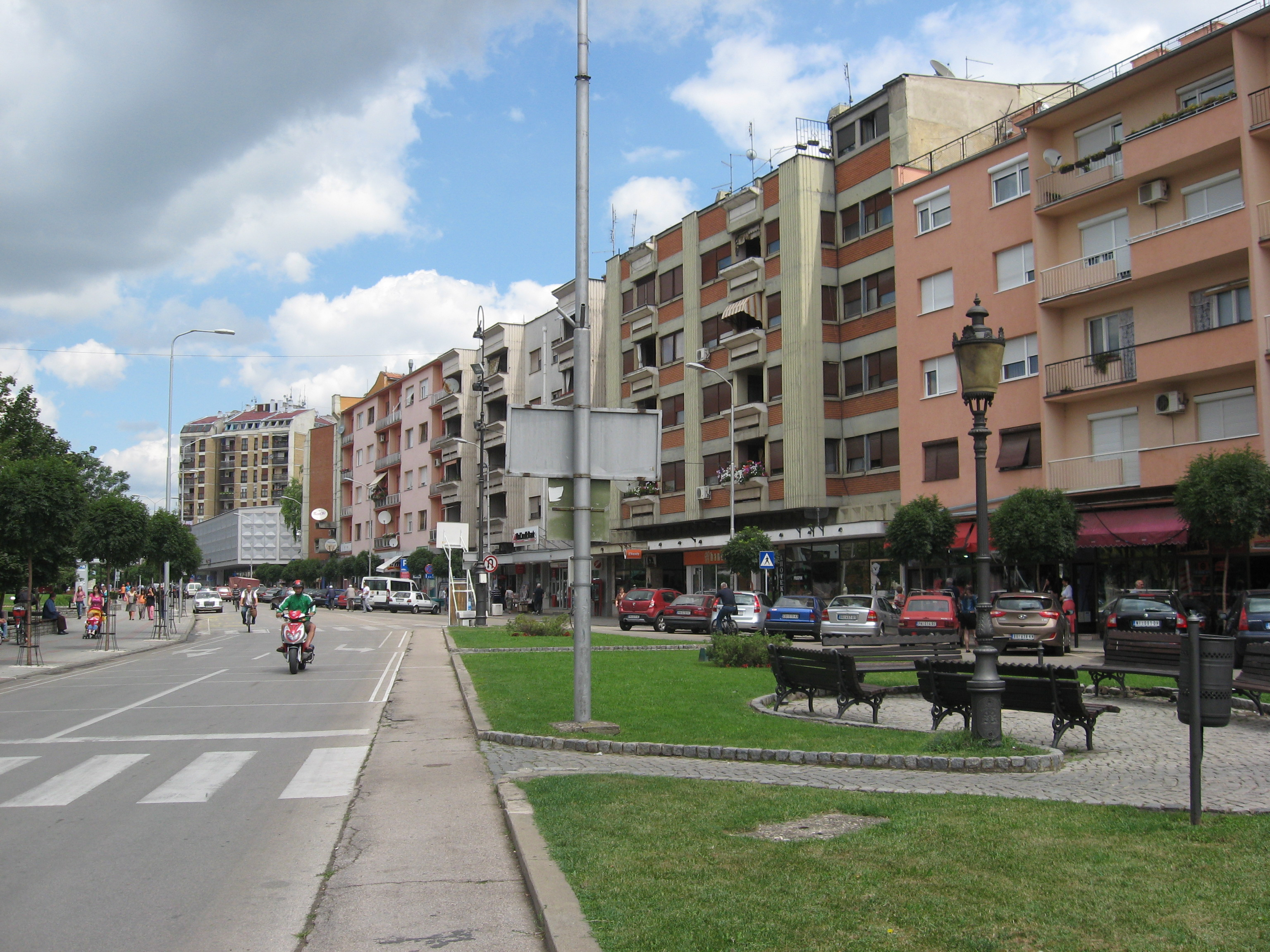
파라친

파라친(세르비아어: Параћин, Paraćin)은 세르비아 포모라블레 구에 위치한 도시로 면적은 542km2, 도시 인구는 24,573명(2011년 기준), 지방 자치체 인구는 54,267명(2011년 기준)이다. 모라바강 유역에 위치하며 크루셰바츠의 북쪽, 크라구예바츠의 남동쪽에 위치한다.
닭을 형상화한 기원전 8세기의 유물인 바사라비(Basarabi) 도자기가 발견된 곳이다. 로마 제국 시대에 건립된 요새인 몸칠로브그라드(Momčilov Grad)는 비잔티움 제국의 유스티니아누스 1세 황제 시대에 수많은 동전들이 주조된 곳이다.

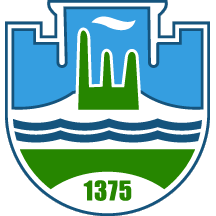
시 문장

## 자매 도시
- 슬로베니아 무르스카소보타
- 보스니아 헤르체고비나 야블라니차